# Mesadenocoris robustus
Mesadenocoris robustus är en insektsart som beskrevs av Kirman 1985. Mesadenocoris robustus ingår i släktet Mesadenocoris och familjen barkskinnbaggar. Inga underarter finns listade i Catalogue of Life.